# Guta von Schwarzenthann
Guta von Schwarzenthann (fl. X-XI secolo) è stata una religiosa tedesca, esperta in calligrafia, che collaborò con il prete Sintram di Marbach artista e miniatore, alla stesura grafico-pittorica di un Codex a cavallo tra X secolo e XI secolo, il Codice Guta-Sintram.

## Biografia
Nel periodo della sua attività il libro miniato e il codice (elaborato composto generalmente di due tavole o più, tra loro collegate) erano in piena diffusione anche grazie alla fiorente economia monastica.
I monasteri, oltre ad esseri centri religiosi ed economici erano delle vere e proprie "officine" del libro in pergamena, dove erano attivi monaci preparati sin dalla giovinezza in quest'arte.
A cavallo tra X e XI secolo, periodo che rappresenta l'attività di suor Guta e padre Sintram, si moltiplicò sia la produzione di detti libri che la collaborazione tra artisti (pictores e illuminatores) e calligrafi (scriptores) sia monaci che laici.